# Jubilee-Waltz
Der Jubilee-Waltz ist ein Walzer von Johann Strauss Sohn ohne Opuszahl. Das Werk wurde am 29. Juni 1872 im Coliseum in Boston erstmals aufgeführt.